# Ford Elite
La Ford Elite est une personal luxury car produite par Ford et commercialisée en Amérique du Nord de février 1974 à 1976. Le nom Gran Torino Elite a été utilisé la première année. Basé sur la Ford Torino, le coupé deux portes familiale routière était destiné à être une alternative moins chère que la Ford Thunderbird pour rivaliser avec la catégorie des voitures personnelles de luxe intermédiaire de plus en plus populaire, comme les Chevrolet Monte Carlo, Pontiac Grand Prix, Oldsmobile Cutlass Supreme, Buick Regal, Dodge Charger et Chrysler Cordoba. Il s'agissait essentiellement d'une Mercury Cougar XR-7 concomitante avec un léger restylage à l'avant pour ressembler à la Thunderbird, différents feux arrière avec un réflecteur central, des doubles fenêtres d'opéra uniques et de grandes moulures en vinyle de couleur assortie placées plus haut sur les côtés de la carrosserie. Les intérieurs étaient identiques à l'exception des styles de rembourrage et de garnitures mineures.
Introduite le 18 février 1974 sous le nom de Gran Torino Elite, elle était initialement le modèle haut de gamme du modèle Torino. Bien qu'annoncée séparément, elle était intitulée et enregistrée sous le nom de Gran Torino. Pour 1975 et 1976, le préfixe Gran Torino a été abandonné et Elite est devenu une plaque signalétique de modèle autonome. Les premières photos publicitaires du modèle de pré-production de 1974 montrent l'utilisation des plaques signalétiques Gran Torino XL.
Le nom Elite a été abandonné après 1976 parce que la gamme des Ford full-size a été restructurée pour l'année modèle 1977. La Thunderbird a été considérablement réduite en taille et en prix pour 1977 parce que la plaque signalétique a été déplacée sur la Ford LTD II, basée sur la plate-forme de la Torino, qui a remplacé la Torino. En effet, l'Elite a continuée en étant restylée et commercialisée sous le nom plus reconnu de Thunderbird, et l'ancienne Thunderbird full-size a été abandonnée.

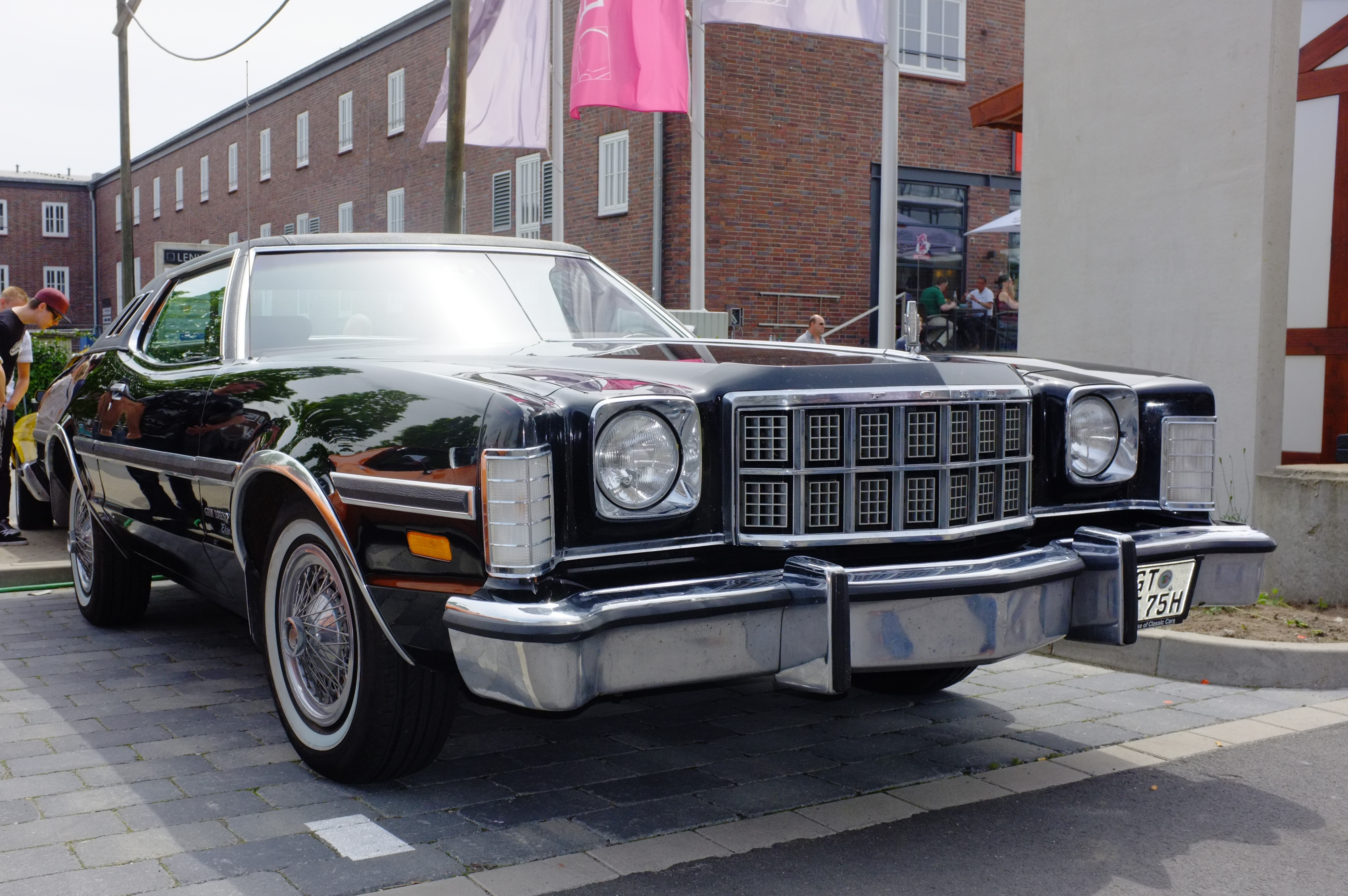
Ford Elite

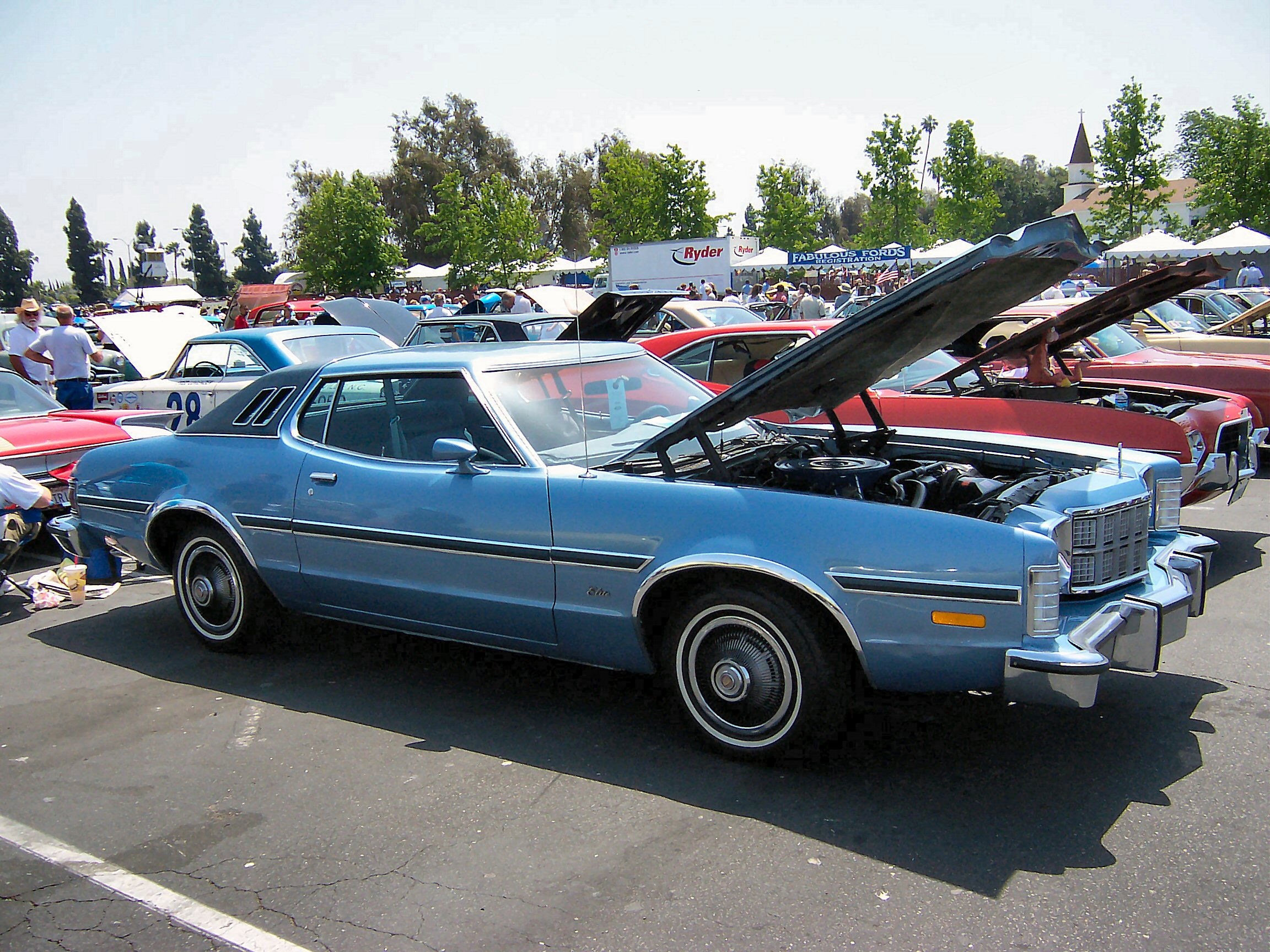
Ford Elite

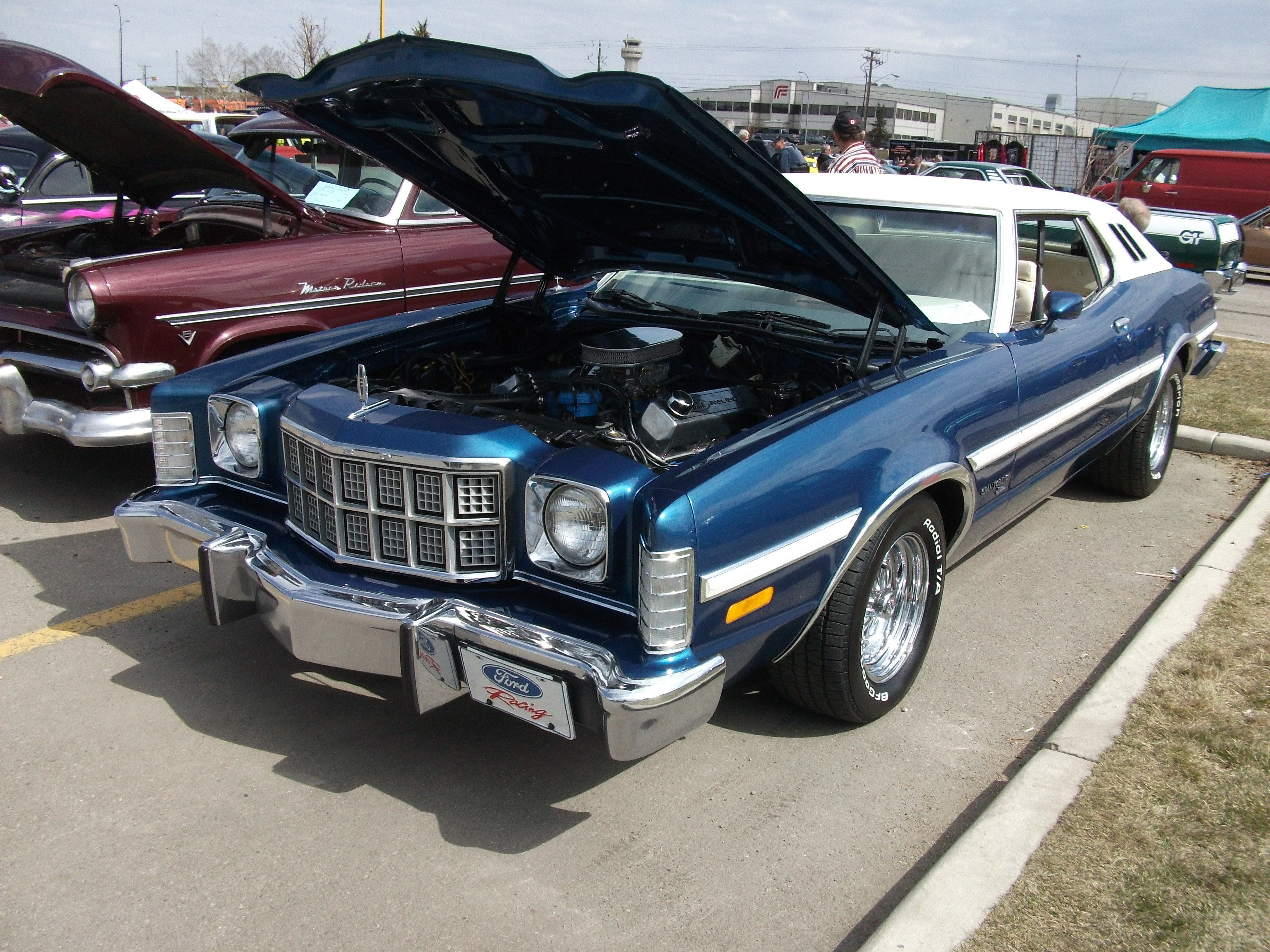
Ford Elite

## Équipement standard
- Moteur V8 351W ou 351M, tous deux de 351 pouces cubes (5,8 L)
- Boîte automatique à 3 vitesses
- Freins assistés (freins à disque avant, freins à tambour arrière).
- Direction assistée
- Banquettes en tissu
- Toit en vinyle avec deux fenêtres d'opéra, toit en vinyle Landau (partiel) pour l'année modèle 1976.
- Moulures latérales de protection rembourrées

## Options
- Moteur V8 400 de 402 pouces cubes (6,6 L)
- Moteur V8 460 de 460 pouces cubes (7,5 L)
- Toit ouvrant électrique vitré
- Toit ouvrant électrique en acier
- Climatisation avec commande manuelle standard ou commande automatique de température en option
- Peinture Metallic Glow
- Régulateur de vitesse
- Ensemble de jauges avec tachymètre, manomètre d'huile, jauge de température du liquide de refroidissement et ampèremètre
- Fuel Sentry Vacuum Gauge - surveille le vide du collecteur d'admission pour donner une indication de la force de fonctionnement du moteur, et donc de l'économie (non disponible avec l'ensemble de jauge).
- Fuel Monitor Warning Light - comme ci-dessus, mais avec un témoin marche / arrêt au lieu d'une jauge.
- Sièges baquets et console centrale (1976 uniquement).

## Au Mexique et au Venezuela
Le nom Elite était également utilisé au Mexique. La Ford Fairmont a été introduite au Mexique fin 1977 en tant que modèle de 1978, remplaçant la Ford Maverick qui y était produite localement. Le coupé Futura, avec sa ligne de toit distincte de style Thunderbird, n'a jamais été offert au Mexique. Au lieu de cela, il y avait une berline 2 portes de niveau supérieur appelée Fairmont Elite. Elle se distingue des autres Fairmont par son niveau d'équipement supérieur et son toit en vinyle. Elle utilisait la calandre à quatre phares de la Fairmont Futura ainsi que les feux arrière de la Mercury Zephyr et des persiennes sur la lunette arrière. Pour 1981, la Fairmont Elite est passé à la calandre de la Mercury Zephyr.
Pour 1982, la Fairmont Elite a été renommée Ford Elite II, elle était maintenant offerte en berlines deux et quatre portes. Elle a continué à utiliser la carrosserie de la Fairmont avec l'extrémité avant de la Ford Granada nord-américaine de 1982 ainsi que le pare-chocs arrière assorti. L'arrière a continué d'utiliser les feux arrière de la Mercury Zephyr.
De 1983 à 1985, une version de la Ford LTD nord-américaine avec la plate-forme Fox a été fabriquée au Venezuela et commercialisée sous le nom de Ford Granada Elite en version haut de gamme.